# Fucus vésiculeux
Fucus vesiculosus · Varech vésiculeux
Espèce
Le Fucus vésiculeux ou Varech vésiculeux, Fucus vesiculosus, est une espèce d'algues brunes de la famille des Fucaceae. Il s'agit d'une sorte de varech que l'on rencontre dans la mer du Nord, dans la Baltique occidentale, dans l'océan Atlantique et dans l'océan Pacifique.

## Description morphologique

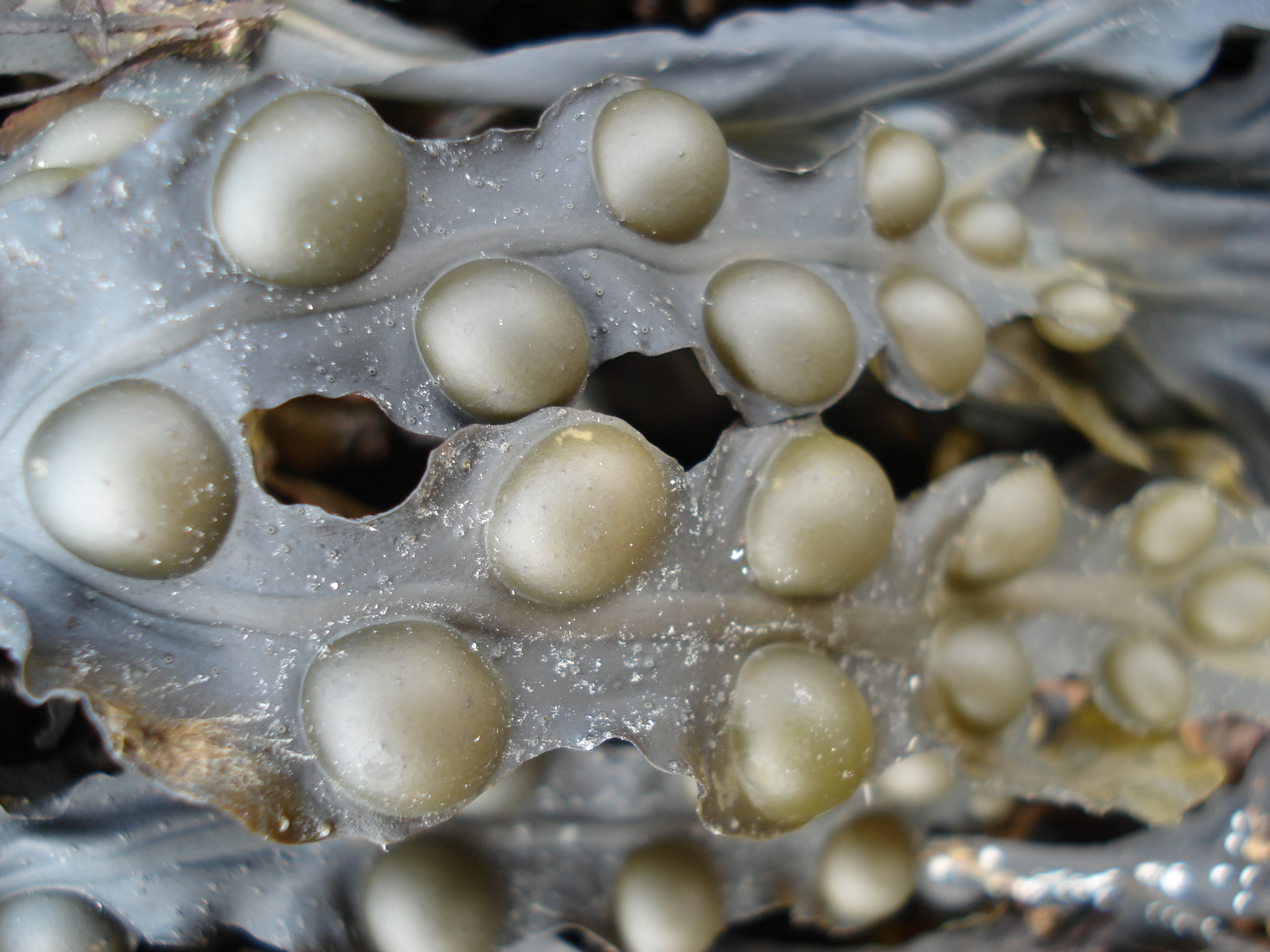
Vésicules gazeuses de Fucus vesiculosus.

La fronde souple et élastique se ramifie de façon dichotomique et se présente sous forme de rubans de 20 à 100 cm de long, pouvant atteindre 2 cm de large. Elle porte des vésicules aérifères ou flotteurs appelés aérocystes ou pneumatocystes qui lui permettent de maintenir une certaine flottabilité pour capter la lumière tout en restant accroché au substrat par son crampon. Cette algue est de couleur brun-olive foncé, mais les vésicules gazeuses sont plus claires.
Au centre de chaque division de la fronde, il y a une côte médiane (pseudonervure) et à l'extrémité, au moment de la reproduction (généralement le printemps mais on trouve des pieds fertiles toute l'année en Bretagne), d'autres vésicules jaunâtres plus rugueuses : ces réceptacles contiennent les cellules reproductrices mâles ou femelles (espèce dioïque, le renflement du pied femelle laisse échapper une gelée verte, celui de pied mâle une gelée orangé). L'algue s'accroche au substrat par un crampon (disque adhésif de forme irrégulière) duquel s'élève un stipe de section ronde ou ovale.
De nombreuses variations morphologiques se rencontrent selon le degré d'agitation du milieu. Le nombre de flotteurs diminue notamment avec l'hydrodynamisme.

## Cycle de vie

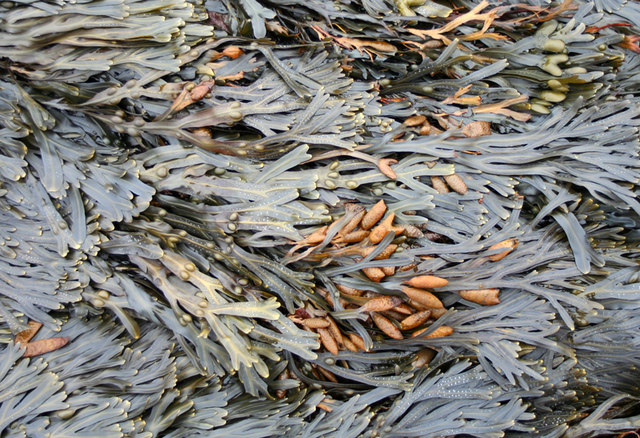
Pied mâle et femelle.

Il est connu dans le milieu de la phycologie pour être à l'origine d'une polémique sur son cycle de vie[réf. nécessaire] : selon les interprétations de son cycle de vie, il s'agirait d'un cycle monogénétique ou digénétique. Il s'agit d'une espèce dioïque. Vers Février-Mars, apparaissent des structures appelées conceptacles qui contiennent, selon le sexe de l'individu, des capsule contenant des gamètes. Les capsules des mâles, les anthéridies, contiennent 64 spermatozoïdes pourvus de deux flagelles tandis que les capsules des femelles, les oogones, contiennent 8 oosphères (l'équivalent de l'ovule chez le mammifère). Au printemps, les gamètes sont libérés et se rencontrent en milieu aquatique. L'impossibilité de rencontre des partenaires (à cause de la vie fixée des individus) rend la fécondation aléatoire, problème auquel l'émission synchrone de gamètes en grandes quantités pallie en partie.

## Répartition et habitat

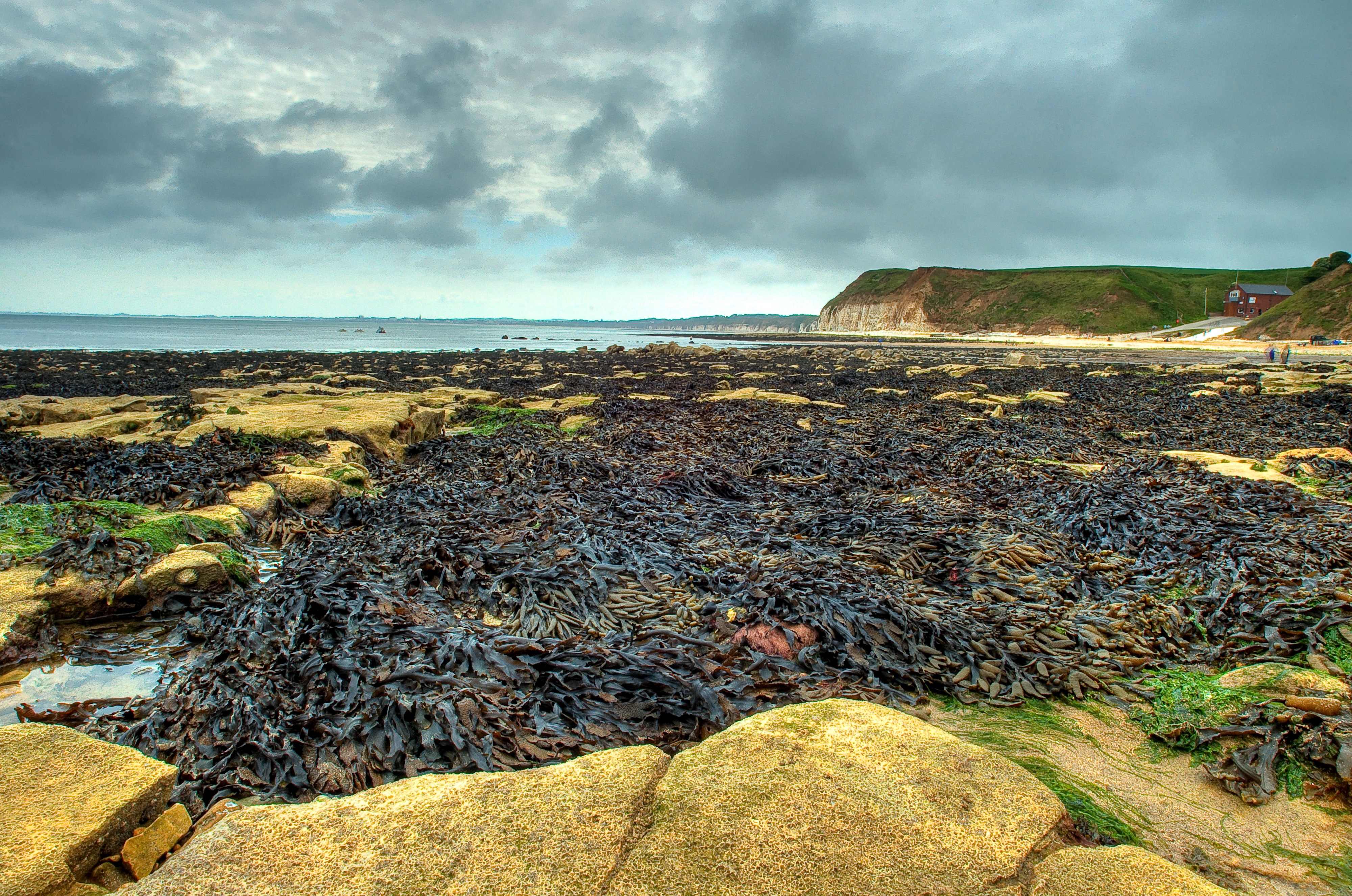
Fucus vésiculeux sur le littoral de Flamborough en Angleterre.

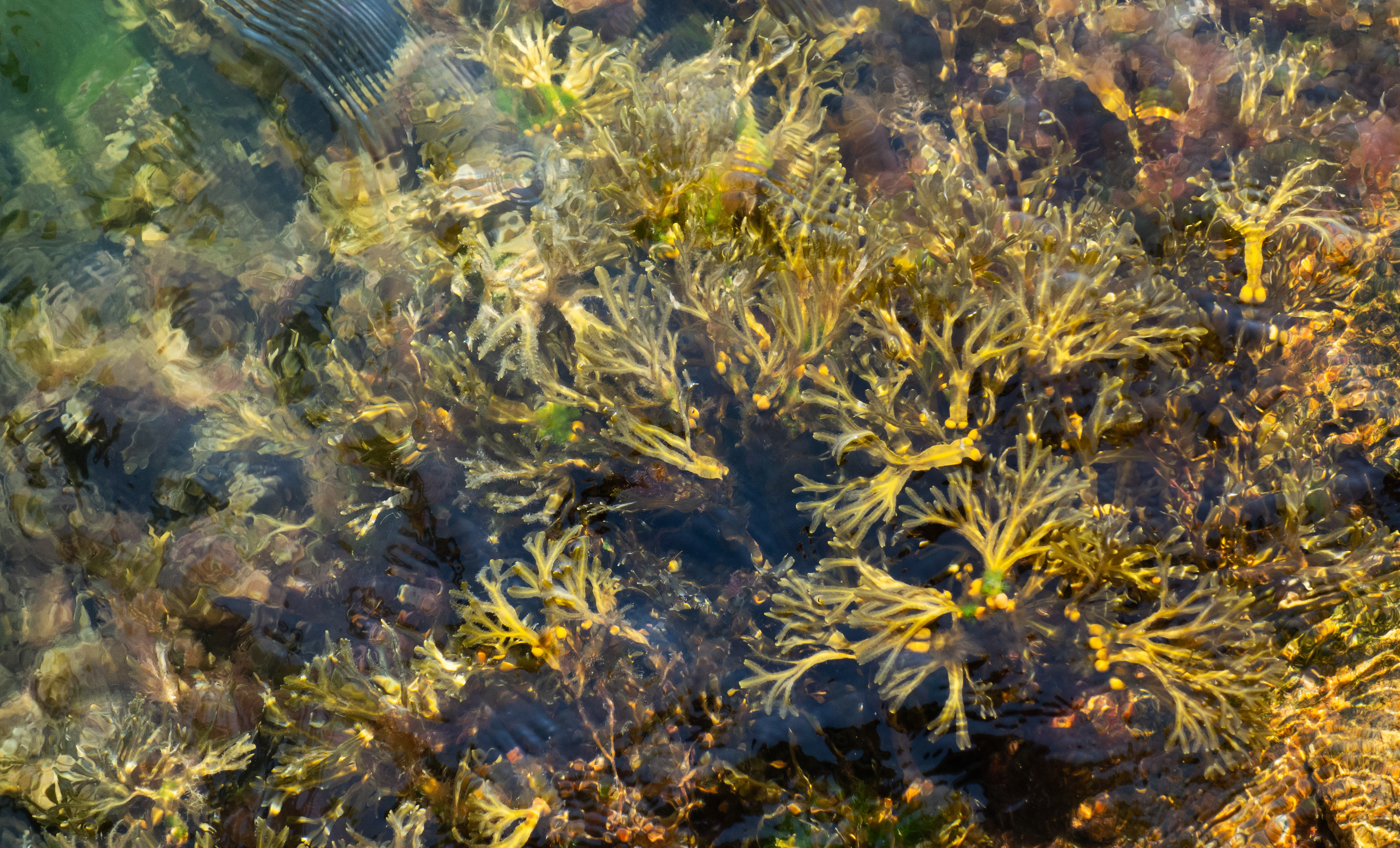
Fucus vésiculeux avec un peu de Ceramium virgatum près d'une jetée dans le Brofjorden au Skagerrak (Suède).

Algue pérennante eurytherme et euryhaline, elle vit 50 % de son temps hors de l'eau et est donc soumise à de fortes variations de température et de salinité grâce à ses frondes épaisses qui se superposent. Elle forme une ceinture qui se développe dans l'horizon moyen de l'étage médiolittoral.
On peut trouver cette algue aussi bien sur côte rocheuse que sableuse. Elle pousse au niveau de l'étage médiolittoral, à une profondeur en général moindre que celle de Fucus serratus, mais elle peut tout de même atteindre 5 m de profondeur.
En Europe, elle vit dans l'Atlantique, dans la Manche, en mer du Nord et dans la mer Baltique.

## Le Fucus vésiculeux et l'Homme

### Usages du Fucus vésiculeux
Cette algue était autrefois utilisée comme source de nourriture pour le bétail. Son mucilage était aussi utilisé à des fins médicinales.
Il est aujourd'hui utilisé comme laxatif (ex:FUCA) ou comme coupe faims naturels par sa propriété amplificateur de sensation de satiété.

### État,pression[pasclair], menaces
Cette espèce est en régression presque partout en Europe, et localement en forte régression (mesurée depuis les années 1990, notamment en Bretagne-Sud), pour des raisons encore mal comprises, mais étudiées par l'Ifremer et le CEVA.

## Liste des variétés et formes
Selon Catalogue of Life (5 novembre 2012) :
- variété Fucus vesiculosus var. compressus
- variété Fucus vesiculosus var. foliaceus
- variété Fucus vesiculosus var. linearis
- variété Fucus vesiculosus var. vadorum
- variété Fucus vesiculosus var. volubilis Goodenough & Woodward

Selon NCBI (5 novembre 2012) :
- variété Fucus vesiculosus var. spiralis

Selon World Register of Marine Species (5 novembre 2012) :
- forme Fucus vesiculosus f. gracillimus F.S.Collins, 1900
- variété Fucus vesiculosus var. compressus Kjellman, 1890
- variété Fucus vesiculosus var. foliaceus
- variété Fucus vesiculosus var. linearis (Hudson) Kützing, 1849
- variété Fucus vesiculosus var. vadorum Areschoug, 1868
- variété Fucus vesiculosus var. volubilis Goodenough & Woodward, 1797